# Аскаридоподібні
Аскаридоподі́бні (Ascaridida) — ряд круглих різностатевих гельмінтів з видовженим, загостреним на хвостовому кінці тілом.
Паразитують у кишечнику людини і тварин, спричинюють зокрема глистяні захворювання: анізакідоз, аскаридоз, аскаридози тварин, токсокароз, ентеробіоз тощо.
Небезпечним паразитом людини є аскарида людська (лат. Ascaris lumbricoides) до 40 см завдовжки. Самиця відкладає щодня до 240 000 яєць, які дозрівають у ґрунті. У людини може паразитувати одночасно до кількох сотень аскарид, спричиняючи аскаридоз.
Тваринництву завдають шкоди аскарида свиняча (Ascaris suum), аскарида кінська (лат. Parascaris equorum), аскарида курей — Ascaridia lineata, які спричинюють відповідно аскаридози тварин.
У людей паразитує Enterobius vermicularis, що спричинює убіквітарну антропонозну хворобу — ентеробіоз.
Ураження котів та собак спричинюють Toxocara cati, Toxocara canis, які здатні паразитувати в людей, спричиняючи токсокароз.
У людей можуть також іноді паразитувати (анізакідоз) гельмінти риб та морських ссавців Anisakis simplex і Pseudoterranova decipiens, яких відносять до родини Anisakidae.

## Систематика
Містить такі родини:
- Acanthocheilidae
- Anisakidae
- Ascarididae
  - Ascaris lumbricoides
  - Ascaris suum
  - Toxascaris leonina
- Ascaridiidae
- Atractidae
- Cosmocercidae
- Crossophoridae
- Cucullanidae
- Dioctophymatidae
- Goeziidae
- Heterakidae
- Heterocheilidae
- Kathlanidae
- Maupasinidae
- Oxyuridae
  - Enterobius vermicularis
- Quimperiidae
- Rhigonematidae
- Schneidernematidae
- Seuratidae
- Soboliphymatidae
- Subuluridae
- Thelastomatidae
- Toxocaridae
  - Toxocara cati
  - Toxocara canis
  - Toxocara mystax